# 효의장황후
효의장황후 이씨(孝懿莊皇后 李氏, ? ~ 가정 37년 4월 13일(1558년 4월 30일))는 융경제의 정실이며 추존황후이다. 순천부 창평(昌平) 출신이며, 아버지는 덕평백(德平伯) 이명(李銘)이다.
가정 32년 2월(1553년), 이씨는 유왕(裕王) 주재후(朱載垕)와 혼인을 하여, 유왕비(裕王妃)가 되었다. 가정 37년 4월(1558년)에 훙서하였으며, 융경제가 즉위하고 난 후에 황후로 추존되었다.
시호는 효의정혜순철공인여천양성장황후(孝懿貞惠順哲恭仁儷天襄聖莊皇后)이고, 능은 소릉(昭陵)이다.